# Roberto Lovera
Roberto José Lovera Vidal  (ur. 14 listopada 1922 w Montevideo, zm. 22 czerwca 2016 tamże) – urugwajski koszykarz, brązowy medalista Letnich Igrzysk Olimpijskich 1952.
Lovera brał udział w dwóch igrzyskach – w 1948 i w 1952. W Londynie (1948) zdobył 22 punkty, notując także 19 fauli. W Helsinkach (1952) zdobył brązowy medal. Na tej imprezie zdobył 27 punktów  (zanotował 20 fauli).
W 1954 brał udział w mistrzostwach świata, na których jego drużyna zajęła szóste miejsce. Zdobył 14 punktów, ponadto 27 razy przewinił.